# Point Me at the Sky
Singles de Pink Floyd
Let There Be More Light / Remember a Day
(1968) The Nile Song
/ Ibiza Bar
(1969)
Point Me At The Sky est une chanson du groupe Pink Floyd, écrite et composée par Roger Waters et David Gilmour. Sortie en single le 6 décembre 1968 (avec Careful With That Axe, Eugene en face B), elle n'est apparue sur aucun album studio du groupe, sinon dans le CD bonus du coffret Shine On (1992), The Early Singles le disque Pink Floyd - The Early Years - 1968 GERMIN/ATION.
Ses paroles évoquent des thèmes de la science-fiction : un « planeur cosmique » (cosmic glider), l'évocation de l'année 2005 (If you survive till two thousand and five). On y trouve déjà quelques thèmes récurrents chez Roger Waters, qui réapparaissent tout au long de sa carrière : la folie (Isn't it sad we're insane?) et l'aliénation de l'homme dans la société moderne.
Ce sera le dernier single anglais du groupe pendant plus de dix ans,. Le suivant sera Another Brick in the Wall Part 2 qui sortit en 1979.

## Parutions et postérité
Point Me at the Sky est depuis devenu l'un des enregistrements les plus rares de Pink Floyd officiellement publiés. Il n'était pas destiné à être publié sur un album, ce qui explique que l'enregistrement était mixé en mono uniquement. On peut cependant y discerner une nette influence du "Lucy In The Sky With Diamonds" des Beatles.
Le single est un véritable échec commercial et ne se retrouve pas classé au Royaume-Uni. Néanmoins en Italie, Point Me at the Sky passe trois semaines en 1973 où il atteint la 20e place.
Roger Waters a qualifié Point Me at the Sky d'"échec notable" de l'ère post-Barrett. À la suite de son manque de succès dans les classements, le groupe décide d'arrêter complètement de sortir des singles au Royaume-Uni et de se concentrer uniquement sur les albums, car, selon Waters, "nous n'étions pas bons pour ça." Le single suivant ne sera qu'en 1979 avec Another Brick on the Wall, Pt. 2 et celui-ci sera n°1 mondial. Point Me at the Sky est jouée par le groupe de Nick Mason Nick Mason's Saucerful of Secrets en 2018 et 2019. Néanmoins, un 45 tours sortira en 1973 avec Money (bien sûr) en face A et Any Colour You Like en face B. 
La face B, Careful with That Axe, Eugene, est devenue beaucoup plus populaire, car elle est incluse sur deux albums de Pink Floyd, ainsi que dans le film à Pompéi, et jouée régulièrement lors de concerts du début des années 1970 (et même en 1969 sous le titre "Beset By The Creatures Of The Deep" dans la suite "The Journey") jusqu'en 1973, et une dernière fois en 1977 (à Nassau). Point Me At The Sky ne fait pas partie de la compilation Relics (1971) contrairement à sa face B, mais est réédité sur le disque The Early Singles alors disponible  au sein du coffret Shine On en 1992. La chanson est sortie aux États-Unis pour la première fois en 1978 sur un album promotionnel désormais rare, A Harvest Sampler (numéro de catalogue SPRO-8795/6). Cet album contenait une fausse version stéréo créée à partir du mix mono.
La première sortie mondiale de Point Me at the Sky a lieu en 2016, lorsque la chanson est incluse dans le coffret The Early Years 1965-1972 et sa version sœur Cre/ation: The Early Years 1967–1972, une double compilation qui résume le coffret complet.
Une performance de Point Me at the Sky enregistrée et diffusée par la BBC à la fin de 1968  est également incluse dans le coffret Early Years 1965-1972.

## Vidéo et photos
Le groupe a réalisé un film promotionnel pour la chanson dans laquelle ils ont posé avec des lunettes et des tenues de vol avec un avion vintage, immatriculé G-ANKB (un De Havilland DH.82A Tiger Moth). Une image fixe de cette séance photo est incluse comme matériel promotionnel offert avec le single britannique et sur une version pochette photo sortie aux Pays-Bas. Des plans fixes alternatifs de la même session sont apparus sur la pochette de la compilation A Nice Pair en 1973 et le livret du CD remastérisé de 1992 de A Saucerful of Secrets. Le film présente également un autre avion d'époque, G-ADBO (un AVRO 504N), ainsi que des scènes de trains à la gare de Paddington, avec la classe Western Region Class 47 D1928 (reconstruite plus tard en classe 57 : 57 302, nommée "Virgil Tracy" A voir également, une locomotive non identifiée de classe Warship de classe 42/43.

## Personnel
- David Gilmour - guitare électrique, guitare slide, chœurs, chant (couplets, seconde moitié des refrains)
- Roger Waters - basse, chœurs, chant (première moitié du refrain et couplet final)
- Rick Wright - orgue Hammond, orgue Farfisa, piano, glockenspiel, chœurs
- Nick Mason – batterie, maracas, bloc chinois